# Monsters of Rock
Monsters of Rock — рок-фестиваль, що проходив в Англії на території автодрому Донінгтон Парк, згодом фестиваль проводився у Великій Британії, Аргентині, Бельгії, Бразилії, Угорщині, Німеччині, Нідерландів, Італії, Іспанії, Канаді, Польщі, СРСР, США, Франції, Швеції та Чилі.
Перший фестиваль в Англії організував в 1980 році промоутер Пол Лоусбі. На ньому виступили Rainbow, Judas Priest, Scorpions, Saxon і Touch. Захід відвідало 35 тис. осіб. Фестиваль проходив до 1996 року включно, ще один раз він був проведений в 2006 році. З 2003 року на тій же території проходить Download Festival.
З 1983 року фестивалі серії Monsters of Rock з зірками хард-року та хеві-метала проходили в деяких країн Європи, а з середини 1990-х — у Латинській Америці. Концерт в Москві в 1991 році за участю Metallica, The Black Crowes, AC/DC, Pantera, а також російського гурту Э.С.Т., зібрав рекордну кількість глядачів — близько 800 тисяч осіб.

## Роки проведення

### 1980
16 серпня 1980
- Rainbow
- Judas Priest
- Scorpions
- April Wine
- Saxon
- Riot
- Touch

### 1981
22 серпня 1981
- AC/DC
- Whitesnake
- Blue Öyster Cult
- Slade
- Blackfoot
- More
- Tommy Vance

### 1982
21 серпня 1982
- Status Quo
- Gillan
- Saxon
- Hawkwind
- Uriah Heep
- Anvil
- Tommy Vance (DJ)

### 1983
20 серпня 1983
- Whitesnake
- Meat Loaf
- ZZ Top
- Twisted Sister
- Dio
- Diamond Head
- Tommy Vance (DJ)

### 1984
18 серпня 1984
- AC/DC
- Van Halen
- Ozzy Osbourne
- Гері Мур
- Y&T
- Accept
- Mötley Crüe
- Tommy Vance (DJ)

### 1985
17 серпня 1985
- ZZ Top
- Marillion
- Bon Jovi
- Metallica
- Ratt
- Magnum
- Tommy Vance (DJ)

### 1986
16 серпня 1986
- Ozzy Osbourne
- Scorpions
- Def Leppard
- Motörhead
- Bad News
- Warlock
- Tommy Vance (DJ)

### 1987
22 серпня 1987
- Bon Jovi
- Dio
- Metallica
- Anthrax
- W.A.S.P.
- Cinderella
- The Bailey Brothers (DJs)

### 1988
20 серпня 1988
- Iron Maiden
- KISS
- David Lee Roth
- Megadeth
- Guns N' Roses
- Helloween

### 1990
18 серпня 1990
- Whitesnake
- Aerosmith
- Poison
- Quireboys
- Thunder

### 1991
17 серпня 1991
- AC/DC
- Metallica
- Mötley Crüe
- Queensrÿche
- The Black Crowes

### 1992
22 серпня 1992
- Iron Maiden
- Skid Row
- Thunder
- Slayer
- W.A.S.P.
- The Almighty

### 1994
4 червня 1994
Це був перший рік, коли було використано дві сцени.
Головна сцена:
- Aerosmith
- Extreme
- Sepultura
- Pantera
- Therapy?
- Pride & Glory

Друга сцена:
- The Wildhearts
- Terrorvision
- Skin
- Biohazard
- Cry of Love
- Headswim

### 1995
26 серпня 1995
1995 не був офіційно оголошений як «Monsters Of Rock», а як «Escape from the Studio» у зв'язку з рішенням Metallica.
- Metallica
- Therapy?
- Skid Row
- Slayer
- Slash's Snakepit
- White Zombie
- Machine Head
- Warrior Soul
- Corrosion of Conformity

### 1996
17 серпня 1996
Головна сцена:
- KISS and Ozzy Osbourne
- Sepultura
- Biohazard
- Dog Eat Dog
- Paradise Lost
- Fear Factory

Сцена Kerrang!:
- Korn
- Type O Negative
- Everclear
- 3 Colours Red
- Honeycrack
- Cecil

### 2006
3 червня 2006
- Deep Purple
- Alice Cooper
- Thunder
- Queensrÿche
- Journey
- Ted Nugent
- Roadstar